# Ciudad Vieja
Ciudad Vieja é uma cidade da Guatemala localizada no departamento de Sacatepéquez. 

## História
Jorge de Alvarado fundou a segunda capital aqui para a Capitania Geral da Guatemala em 1527.
San Miguel Escobar é o nome moderno para o distrito que contém as ruínas da segunda capital colonial da região da Guatemala. Os espanhóis fundaram sua capital aqui em 1527, depois de sua capital social anterior em Tecpán Guatemala tornar-se insustentável. A cidade foi destruída por um lahar catastrófico do Vulcão de Agua, em 1541, e os sobreviventes não tiveram escolha a não ser abandonar o local. Entre as vítimas estava a governadora Beatriz de la Cueva.
A capital foi novamente refundada várias quilômetros de distância em Antigua Guatemala, em 1543.